# 高田みづえ
高田 みづえ（たかだ みづえ、1960年6月23日 - ）は、元相撲部屋の女将で、元歌手・元タレント。鹿児島県揖宿郡頴娃町（現・南九州市）出身。
夫は元大関の大相撲力士で元親方の若嶋津六夫（本名：日高六男）。長男は元俳優の勝信。長女はタレントのアイリ。本名は日高みづえ（旧姓：高田）。
2017年2月20日、出生から中学卒業までを過ごした南九州市の観光大使に就任した。

## 来歴・人物

### デビューまで
1960年（昭和35年）6月23日、鹿児島県指宿郡頴娃町別府にて生まれる。
1976年、フジテレビのオーディション番組『君こそスターだ!』で第18代グランドチャンピオンとなる。
1977年3月25日、シングル『硝子坂』でアイドル歌手としてデビュー。キャッチフレーズは「超えてる16才」。当時は16歳であった。所属事務所はバーニングプロダクション、レコード会社はテイチク／ユニオンレコード。
同期デビューには清水健太郎、狩人、太川陽介、榊原郁恵、清水由貴子、荒木由美子、香坂みゆきらがいる。特に榊原郁恵、清水由貴子とは仲が良く、当時「フレッシュ3人娘」とも呼ばれていた。
身長153.8cmと小柄ながら、芯の強さを感じさせるよく通る声と、アイドル離れした高い歌唱力と表現力で、デビュー早々「硝子坂」「だけど…」「ビードロ恋細工」と3曲連続でヒット曲を飛ばし、同年の新人賞を多数受賞した。また同年末の『第28回NHK紅白歌合戦』（NHK総合・ラジオ第1、#NHK紅白歌合戦出場歴参照）に初出場を果たし「硝子坂」を歌唱した。

#### 新人賞受賞歴
デビュー年に受賞した新人賞は以下のとおり。いずれも1977年、括弧内は放送日。
- 第6回東京音楽祭シルバーカナリー賞 優秀新人賞 - 1977年6月19日受賞[7]
- 第3回日本テレビ音楽祭 優秀新人賞（日本テレビ、8月25日）[7]
- 第7回銀座音楽祭 グランプリ（ニッポン放送、10月6日）[7]
- 第10回新宿音楽祭 金賞（文化放送、10月12日）[7]
- 第4回横浜音楽祭 特別新人賞（ラジオ関東、10月26日）
- 第8回日本歌謡大賞 放送音楽新人賞（日本テレビ、11月17日）
- 第10回全日本有線放送大賞 新人賞（よみうりテレビ、12月8日）[7]
- 第10回日本有線大賞 新人賞（TBSテレビ、12月11日）[7]
- '77FNS歌謡祭 最優秀新人賞（フジテレビ、12月20日）
- '77あなたが選ぶ全日本歌謡音楽祭 優秀新人賞（テレビ朝日、12月28日）[7]
- 第19回日本レコード大賞 新人賞（TBSテレビ・ラジオ、12月31日）

### アイドル歌手時代
1978年3月27日に大阪フェスティバルホール、3月30日に東京渋谷公会堂でファーストコンサートを開催。大阪公演は当初3月29日の予定だったが、ピンクレディーの大阪追加公演に会場を譲る形で繰り上げられたため、大阪公演後に京都へ移動して生出演するはずだったKBS京都のラジオ番組も3月27日に録音して29日に放送された。その後、同年8月17日から19日には出身地鹿児島の鹿児島文化センター、指宿市民会館、川内市民会館で凱旋コンサートを開催。8月21日には大阪フェスティバルホール、31日には中野サンプラザでサマーコンサートをそれぞれ開催した。東京・大阪での公演では、アニメソングメドレーやピンクレディーメドレー、山口百恵や桜田淳子の持ち歌なども歌唱した。
また、同年には「花しぐれ」でデビューから4曲連続オリコンベスト10入りを果たし、同曲でTBSの音楽番組『ザ・ベストテン』に初登場。同番組でのランキング最高順位は8位だった。次のシングル「パープル・シャドウ」はオリコン16位、通算オリコンベスト10入りは6曲。
1979年には『第30回NHK紅白歌合戦』（NHK総合・ラジオ第1）への出場を逃すが、シングル「潮騒のメロディー」がロング・ヒットを果たす。1980年2月21日の『ザ・ベストテン』の「スポットライト」コーナーに出演し、高知県桂浜からの中継で同曲を歌唱した。
サザンオールスターズのカバー曲「私はピアノ」を1980年7月にシングルとして発売し再ブレイク、日本歌謡大賞放送音楽賞を受賞するなど、高田自身最大のヒット曲と成る。『第31回NHK紅白歌合戦』（NHK総合・ラジオ第1）にも、2年ぶり3回目の復帰出場を果たした。
1981年発売のシングル「愛のイマジネーション」のB面に収録されたカバー曲「真夜中のギター」がヒット。1982年には音つばめのカバー曲「愛の終りに」、アリスの谷村新司が作詞・作曲を手がけ、谷村自身がバックコーラスも担当した「ガラスの花」を発売。1983年には横須賀恵（山口百恵のペンネーム）作詞の「通りすぎた風」をカバー、同年「そんなヒロシに騙されて」がヒット。翌1984年には競作曲の「秋冬」を発売した。
『NHK紅白歌合戦』には、1977年に初出場、1978年も2年連続で出場。1979年には出場を逃したものの、翌1980年から1984年まで5年連続出場し、8年間の歌手生活で合計7回出場した。
歌手業のほか、テレビタレントとしても活躍した。特にTBSの『8時だョ!全員集合』や、フジテレビの『ドリフ大爆笑』などのゲスト出演時は、毎回のようにザ・ドリフターズのメンバーと水を掛け合ったり、物を投げ合うなどのコントを演じた。日本テレビの『カックラキン大放送!!』でも、レギュラー出演の研ナオコや新御三家（野口五郎・郷ひろみ・西城秀樹）とともにコメディを演じて、お茶の間の人気を博した。

### 婚約・結婚
1985年2月、同じく鹿児島県出身で大相撲の人気力士で当時大関だった若嶋津六夫との婚約を発表すると同時に、歌手活動を含めた芸能界引退を表明する。その前年の1984年末の『第35回NHK紅白歌合戦』では、最後の紅白出演と密かに決意して「秋冬」を歌唱するも、感極まって涙声となるシーンを見せた。1985年6月1日に東京厚生年金会館で、6月2日に大阪フェスティバルホールでファイナルコンサートを開催。6月5日に結婚前の若嶋津と共に出演した『夜のヒットスタジオ』では「高田みづえサヨナラ企画」として、自身のヒット曲メドレーと最後のシングル曲「カーテン・コール」などを涙ながらに歌唱。同番組への出演を最後に、芸能活動を停止した。
同年9月27日に高田と若嶋津の結婚式・披露宴が行われ、ホテルニューオータニで行われた披露宴の模様はゴールデンタイムにテレビ生放送された。この際に独占放送権を獲得したのは、当時『大相撲ダイジェスト』などで相撲界との繋がりが強かったテレビ朝日である。司会は『大相撲ダイジェスト』でも実況を務めた銅谷志朗が担当。平均視聴率30.2%（ビデオリサーチ・関東地区）を記録して話題を呼んだ。
1985年に芸能界を引退した高田は、引退当初は自分のレコードや出演ビデオ、受賞トロフィーなども手放し、完全に芸能界から距離を置いていた。
若嶋津が1987年7月場所に現役引退した後は、松ヶ根部屋（2014年12月以降は二所ノ関部屋に改称。放駒部屋の前身）の「おかみ」となり、2021年の定年による部屋経営の譲渡まで自ら相撲部屋の切り盛りをしていた。　いつなん時も割烹着やエプロン、ジーパン姿で、全く着飾らない姿に夫から「お願いだからジーパンくらい新しいのを買ってくれ」と頼まれる程であった。結婚当初は自身の過去の経歴や夫の知名度から周囲に注目され、外出も億劫に感じたが、子供が出来てからは「子を持つ母親なのに過去を引きずる訳には行かない」と心境に変化が現れ、部屋の周辺地域にも馴染んでいった。九州男児で口下手な夫に代わり、時には部屋の弟子との間のスピーカー役も果たした。

### 芸能界引退後
芸能界引退後は、松ヶ根部屋（のち二所ノ関部屋）の「おかみ」として特別番組などで稀にテレビ出演していた。1988年2月には、高田と親交が深かった芳村真理が『夜のヒットスタジオ』の司会を勇退する際、花束贈呈のために夫の松ヶ根親方とともに特別出演した。
また、同フジテレビのクイズ番組だった『なるほど!ザ・ワールド』特番時には親方と夫婦でのコンビで出演したり、花田憲子（現：藤田紀子）と「おかみ」同士のコンビで出演したこともある。高田はかつてタレント時代、同番組に明石家さんまとよくペアを組んで解答していたが、高田の引退後に工藤夕貴とコンビを組んでいた。しかし工藤のトンチンカンな解答の多さに呆れたさんまは思わず「みづえカムバック!」と叫んだことがある。
2007年5月11日放送の『Dのゲキジョー』（フジテレビ）で、高田はほぼ20年ぶりのスタジオ収録でのテレビ出演を行い、同年の大相撲3月場所千秋楽後に行われた松ヶ根部屋の慰労パーティーの席上で、自身のデビュー曲の「硝子坂」をカラオケで披露するビデオなどが紹介された。
また『速報!歌の大辞テン』（日本テレビ）では「私はピアノ」を紹介された際に、司会の徳光和夫との電話で声だけの出演を果たし、画面には高田本人と2人の子（勝信・アイリ）らとの写真が映された。
2009年9月24日放送の『JNN50周年記念 ハイパーバラエティウィーク・8時だョ!全員集合』（TBSテレビ）では、アイドル歌手時代に出演した頃の懐かしのコントを振り返るコメントが、松ヶ根部屋からのVTRで放送された。
翌2010年5月4日放送の『カスペ!・芸能界の告白大ヒットに隠された壮絶人生SP!』（フジテレビ）にもVTRで出演し、松ヶ根部屋から10年ぶりに新十両昇進を決めた松谷（のち松鳳山）裕也の苦労話や、自身の若嶋津との結婚・芸能界引退のエピソードなどを語った。
2012年5月29日放送の『火曜サプライズ』（日本テレビ・録画収録）では、福留功男・山瀬まみ・ウエンツ瑛士が松ヶ根部屋を訪問し、高田や松ヶ根親方らと対面後、ウエンツが部屋の現役力士との猛稽古に恐々参加する場面や、部屋のちゃんこ鍋を共に食する場面などが放映された。
2014年1月5日放送の『行列のできる法律相談所・さんま VS 怒れる美女軍団』（日本テレビ）に高田がゲスト出演、司会のさんまと約30年ぶりのテレビ共演を果たした。
2015年8月3日放送の『私の何がイケないの?』（TBSテレビ）に実娘のアイリと共にスタジオ出演。
また同年には、8月8日放送のNHK総合テレビ・ラジオ第1『思い出のメロディー』に生出演。音楽番組への出演は歌手活動停止以来30年ぶり、NHKのステージに立つのは1984年末の『第35回NHK紅白歌合戦』以来31年ぶりで、「硝子坂」と「私はピアノ」の2曲を歌唱した。
2016年2月22日放送の『徹子の部屋』に娘・アイリとスタジオ共演。番組冒頭では大関（当時）若嶋津との結婚披露宴パーティーのVTR映像などが流された。
2022年1月に夫の二所ノ関（若嶋津）が定年を迎え、部屋経営から引退し、同時におかみを引退した。高田自身の今後については未定だが、2025年時点では、芸能活動は単発出演のみにとどまっている。

### 音源再発

#### CD化
レコードはすべて廃盤となっていたが、しばしばヒット曲集が廉価盤を含めたCDで発売され、1998年1月19日にシングルA面・B面収録ベスト盤やアルバム曲も収録した6枚組CD-BOX『高田みづえ全集』（規格品番：TFC-1071）が発売された。

#### ストリーミング配信
テイチクエンタテインメントは2021年1月20日、デビュー45周年を記念し、サブスクリプション型音楽ストリーミング配信サービスにより、歌手現役中にリリースされた全音源の一挙配信開始を発表。今回の配信では、シングル26枚、オリジナルアルバム10枚、カバーアルバム1枚、ライブアルバム2枚の全183曲（同一楽曲の別音源を含む）を配信する。うち59曲は未CD化音源で、今回のサブスク配信開始にあたりマスターテープから初デジタル化された。
2021年1月20日より配信開始した音楽サービスは以下のとおり（テイチク公式サイト掲載順）。
1. Apple Music
2. Spotify
3. AWA
4. LINE MUSIC
5. KKBOX
6. Rakuten Music
7. dヒッツ
8. Amazon Music
9. RecMusic
10. YouTube Music
11. iTunes Store
12. レコチョク
13. mora

## ディスコグラフィ
全てのシングルとアルバムはユニオンレコードからリリースされた。カセットテープや引退後に発売されたベストアルバム、CD再発盤などでは、レーベルがテイチクレコードに変更されている場合がある。

### シングル
| #  | 発売日          | A/B面  | タイトル                     | 作詞         | 作曲           | 編曲       | 最高順位 (売上枚数) | 規格品番 |
| -- | --------------- | ------ | ---------------------------- | ------------ | -------------- | ---------- | ------------------- | -------- |
| 1  | 1977年 3月25日  | A面    | 硝子坂                       | 島武実       | 宇崎竜童       | 馬飼野康二 | 9位 (31.1万枚)      | UC-30    |
| 1  | 1977年 3月25日  | B面    | DÔMO DÔMO                    | みうらよしこ | 加藤和彦       | 馬飼野俊一 | 9位 (31.1万枚)      | UC-30    |
| 2  | 1977年 7月25日  | A面    | だけど…                      | 島武実       | 宇崎竜童       | 馬飼野康二 | 6位 (23.4万枚)      | UC-45    |
| 2  | 1977年 7月25日  | B面    | 流れ星                       | 島武実       | 宇崎竜童       | 馬飼野康二 | 6位 (23.4万枚)      | UC-45    |
| 3  | 1977年 10月25日 | A面    | ビードロ恋細工               | 島武実       | 宇崎竜童       | 船山基紀   | 9位 (21.8万枚)      | UC-50    |
| 3  | 1977年 10月25日 | B面    | 向い合わせ                   | 島武実       | 宇崎竜童       | 船山基紀   | 9位 (21.8万枚)      | UC-50    |
| 4  | 1978年 3月5日   | A面    | 花しぐれ                     | 松本隆       | 都倉俊一       | 都倉俊一   | 10位 (18.5万枚)     | UC-60    |
| 4  | 1978年 3月5日   | B面    | デイ・ドリーム               | 松本隆       | 都倉俊一       | 都倉俊一   | 10位 (18.5万枚)     | UC-60    |
| 5  | 1978年 6月25日  | A面    | パープル・シャドウ           | 松本隆       | 都倉俊一       | 都倉俊一   | 16位 (9.9万枚)      | UC-70    |
| 5  | 1978年 6月25日  | B面    | 火の鳥                       | 松本隆       | 都倉俊一       | 都倉俊一   | 16位 (9.9万枚)      | UC-70    |
| 6  | 1978年 8月25日  | A面    | なぜ…                        | 藤井伸生     | 宇崎竜童       | 船山基紀   | 46位 (2.0万枚)      | UC-67    |
| 6  | 1978年 8月25日  | B面    | 雨のコラージュ               | 島武実       | 宇崎竜童       | 船山基紀   | 46位 (2.0万枚)      | UC-67    |
| 7  | 1978年 9月25日  | A面    | 女ともだち                   | 松本隆       | 筒美京平       | 高田弘     | 19位 (11.1万枚)     | UC-80    |
| 7  | 1978年 9月25日  | B面    | 泣きながらカナリヤ           | 松本隆       | 筒美京平       | 高田弘     | 19位 (11.1万枚)     | UC-80    |
| 8  | 1979年 1月25日  | A面    | ドリーム・オン・ドリーム     | 島武実       | 宇崎竜童       | 船山基紀   | 42位 (3.3万枚)      | UC-85    |
| 8  | 1979年 1月25日  | B面    | 告白びより                   | 島武実       | 宇崎竜童       | 船山基紀   | 42位 (3.3万枚)      | UC-85    |
| 9  | 1979年 5月1日   | A面    | 青春II（セカンド）           | 松山千春     | 松山千春       | 船山基紀   | 50位 (3.5万枚)      | UC-90    |
| 9  | 1979年 5月1日   | B面    | あなたへ                     | 島武実       | 宇崎竜童       | 萩田光雄   | 50位 (3.5万枚)      | UC-90    |
| 10 | 1979年 8月25日  | A面    | 潮騒のメロディー             | 斉藤仁子     | F.Mills        | 田辺信一   | 25位 (22.2万枚)     | UC-91    |
| 10 | 1979年 8月25日  | B面    | 子守唄を聞かせて             | 谷山浩子     | 谷山浩子       | 馬飼野俊一 | 25位 (22.2万枚)     | UC-91    |
| 11 | 1980年 4月21日  | A面    | どうして私を愛したのですか   | 松本礼児     | 幸耕平         | 船山基紀   | 49位 (3.4万枚)      | UC-98    |
| 11 | 1980年 4月21日  | B面    | 愛するって何?                | るい         | 西谷翔         | 松井忠重   | 49位 (3.4万枚)      | UC-98    |
| 12 | 1980年 7月25日  | A面    | 私はピアノ                   | 桑田佳祐     | 桑田佳祐       | 松井忠重   | 5位 (49.3万枚)      | UC-106   |
| 12 | 1980年 7月25日  | B面    | 帰郷                         | たかたかし   | F.Mills        | 田辺信一   | 5位 (49.3万枚)      | UC-106   |
| 13 | 1981年 1月25日  | A面    | 愛のイマジネーション         | 安井かずみ   | 加藤和彦       | 船山基紀   | 36位 (5.9万枚)      | UE-502   |
| 13 | 1981年 1月25日  | B面    | 真夜中のギター               | 吉岡治       | 河村利夫       | 竜崎孝路   | 36位 (5.9万枚)      | UE-502   |
| 14 | 1981年 7月5日   | A面    | 涙のジルバ                   | 松宮恭子     | 松宮恭子       | 松井忠重   | 22位 (9.6万枚)      | UE-506   |
| 14 | 1981年 7月5日   | B面    | 青春後記                     | 山川啓介     | 松井忠重       | 松井忠重   | 22位 (9.6万枚)      | UE-506   |
| 15 | 1981年 11月5日  | A面    | 夢伝説＜ペルシャン・ブルー＞ | 竜真知子     | 馬飼野康二     | 馬飼野康二 | 28位 (9.7万枚)      | UE-510   |
| 15 | 1981年 11月5日  | B面    | 緑のかがやき                 | 山上路夫     | M.Markerink    | 松井忠重   | 28位 (9.7万枚)      | UE-510   |
| 16 | 1982年 3月10日  | A面    | 愛の終りに                   | 花岡優平     | 花岡優平       | 川村栄二   | 28位 (15.1万枚)     | UE-517   |
| 16 | 1982年 3月10日  | B面    | 蝶になりたい                 | 葉山まり     | 水橋春夫       | 萩田光雄   | 28位 (15.1万枚)     | UE-517   |
| 17 | 1982年 9月10日  | A面    | ガラスの花                   | 谷村新司     | 谷村新司       | 梅垣達志   | 34位 (10.0万枚)     | UE-528   |
| 17 | 1982年 9月10日  | B面    | ドミノ                       | 谷村新司     | 谷村新司       | 梅垣達志   | 34位 (10.0万枚)     | UE-528   |
| 18 | 1983年 2月1日   | A面    | 通りすぎた風                 | 横須賀恵     | 谷村新司       | 若草恵     | 28位 (7.3万枚)      | UE-537   |
| 18 | 1983年 2月1日   | B面    | とまどい雨                   | 来生えつこ   | 来生たかお     | 甲斐正人   | 28位 (7.3万枚)      | UE-537   |
| 19 | 1983年 5月21日  | A面    | 純愛さがし                   | 阿久悠       | 坂田晃一       | 坂田晃一   | 45位 (3.2万枚)      | UE-544   |
| 19 | 1983年 5月21日  | B面    | 幸福イミテーション           | 阿久悠       | 坂田晃一       | 美野春樹   | 45位 (3.2万枚)      | UE-544   |
| 20 | 1983年 6月30日  | A面    | 蒼いパリッシュ               | 桑田佳祐     | 桑田佳祐       | 八木正生   | 53位 (2.9万枚)      | UE-550   |
| 20 | 1983年 6月30日  | B面    | 泣かないで                   | 阿久悠       | 馬飼野康二     | 馬飼野康二 | 53位 (2.9万枚)      | UE-550   |
| 21 | 1983年 8月21日  | A面    | そんなヒロシに騙されて       | 桑田佳祐     | 桑田佳祐       | 若草恵     | 6位 (30.6万枚)      | UE-552   |
| 21 | 1983年 8月21日  | B面    | アメジスト                   | 秋元康       | 松宮恭子       | 若草恵     | 6位 (30.6万枚)      | UE-552   |
| 22 | 1984年 1月1日   | A面    | 秋冬                         | 中山丈二     | 堀江童子       | 若草恵     | 22位 (13.6万枚)     | UE-559   |
| 22 | 1984年 1月1日   | B面    | 北へ                         | 石坂まさを   | 叶弦大         | 高田弘     | 22位 (13.6万枚)     | UE-559   |
| 23 | 1984年 7月5日   | A面    | 原宿メモリー                 | 三浦徳子     | 新田一郎       | 大谷和夫   | 35位 (6.0万枚)      | UE-570   |
| 23 | 1984年 7月5日   | B面    | 鏡の中                       | 藤田久美子   | 藤田久美子     | 若草恵     | 35位 (6.0万枚)      | UE-570   |
| 24 | 1984年 10月1日  | A面    | かげふみ                     | 村下孝蔵     | 村下孝蔵       | 水谷公生   | 60位 (2.0万枚)      | UE-572   |
| 24 | 1984年 10月1日  | B面    | 似顔絵                       | 村下孝蔵     | 村下孝蔵       | 水谷公生   | 60位 (2.0万枚)      | UE-572   |
| 25 | 1985年 1月21日  | A面    | 悲しきロンリーガール         | 篠原仁志     | 鈴木キサブロー | 大谷和夫   | 42位 (3.8万枚)      | UE-576   |
| 25 | 1985年 1月21日  | B面    | ゆれて哀しい恋だから         | 岡田冨美子   | 前田保         | 水谷公生   | 42位 (3.8万枚)      | UE-576   |
| 26 | 1985年 4月21日  | 両 A面 | チャイナ・ライツ             | 康珍化       | 筒美京平       | 大谷和夫   | 47位 (3.7万枚)      | UE-581   |
| 26 | 1985年 4月21日  | 両 A面 | カーテン・コール             | さだまさし   | さだまさし     | 渡辺俊幸   | 47位 (3.7万枚)      | UE-581   |

### アルバム

#### カバー・アルバム
- あの日に帰りたい（1983年9月21日、LP：GU-51）

| A面 | A面              | B面 | B面                  |
| --- | ---------------- | --- | -------------------- |
| 1   | 神田川           | 1   | 恋人                 |
| 2   | 岬めぐり         | 2   | 22才の別れ           |
| 3   | 愛のくらし       | 3   | どうぞこのまま       |
| 4   | 秋止符           | 4   | 精霊流し             |
| 5   | 心もよう         | 5   | さよならをするために |
| 6   | あの日に帰りたい | 6   | シクラメンのかほり   |

#### ライブ・アルバム
- ファースト・コンサート（1978年5月25日、LP：GU-20）
  - 1978年3月30日、渋谷公会堂にて収録
  - 司会：斎藤努、コーラス：タイニー・ショップ、指揮：服部克久、演奏：居上博とファインメーツ+ストリングス

| A面 | A面                                                                           | B面 | B面            |
| --- | ----------------------------------------------------------------------------- | --- | -------------- |
| 1   | 硝子坂                                                                        | 1   | 私の小さな物語 |
| 2   | ひだまり                                                                      | 2   | だけど…        |
| 3   | 悲しみ日和                                                                    | 3   | 南南西         |
| 4   | つかのまの青春                                                                | 4   | ビードロ恋細工 |
| 5   | メドレー メランコリー / 能登半島 / 東京物語                                   | 5   | 花しぐれ       |
| 6   | 故郷の思い出                                                                  | 6   | 硝子坂         |
| 7   | 思い出の歌メドレー 雨 / あの町この町 / 赤とんぼ / めんこい仔馬 / 竹田の子守唄 |     |                |

- ファイナル・コンサート（1985年7月21日、2枚組、LP：PU-29〜30／CD：30CH-89〜90）
  - 1985年6月1日、東京厚生年金会館にて収録

| DISC1 A面 | DISC1 A面                                                | DISC1 B面 | DISC1 B面      | DISC2 A面 | DISC2 A面                     | DISC2 B面 | DISC2 B面            |
| --------- | -------------------------------------------------------- | --------- | -------------- | --------- | ----------------------------- | --------- | -------------------- |
| 1         | 潮騒のメロディー (MUSIC BOX DANCER)                      | 1         | 前夜祭         | 1         | 夢伝説 ＜ペルシャン・ブルー＞ | 1         | 原宿メモリー         |
| 2         | 硝子坂                                                   | 2         | 愛をあたためて | 2         | ガラスの花                    | 2         | 悲しきロンリーガール |
| 3         | 花しぐれ                                                 | 3         | クレイジーラブ | 3         | 通りすぎた風                  | 3         | チャイナ・ライツ     |
| 4         | 女ともだち                                               | 4         | 水玉時間       | 4         | そんなヒロシに騙されて        | 4         | カーテン・コール     |
| 5         | 私はピアノ                                               | 5         | 朝が来れば     | 5         | 秋冬                          | 5         | 私はピアノ           |
| 6         | 涙のジルバ                                               | 6         | いい日旅立ち   |           |                               | 6         | 硝子坂               |
| 7         | 演歌メドレー 目ン無い千鳥 / 氷雨 / つぐない / 瀬戸の花嫁 |           |                |           |                               |           |                      |

#### ベスト・アルバム
- みづえの部屋（1978年9月25日、LP：GU-25）

| A面 | A面                | B面 | B面              |
| --- | ------------------ | --- | ---------------- |
| 1   | パープル・シャドウ | 1   | 花しぐれ         |
| 2   | ひだまり           | 2   | 向かい合わせ     |
| 3   | だけど…            | 3   | 春乃岬           |
| 4   | 悲しみ日和         | 4   | 乳白色のプリズム |
| 5   | ビードロ恋細工     | 5   | 初恋横丁         |
| 6   | 南南西             | 6   | なぜ…            |
| 7   | つかのまの青春     | 7   | 硝子坂           |

- 潮騒のメロディー／オリジナル･ベスト12（1980年5月25日、LP：GU-35）

| A面 | A面                        | B面 | B面                |
| --- | -------------------------- | --- | ------------------ |
| 1   | どうして私を愛したのですか | 1   | なぜ               |
| 2   | 潮騒のメロディー           | 2   | パープル・シャドウ |
| 3   | 子守唄を聞かせて           | 3   | 花しぐれ           |
| 4   | 青春Ⅱ                      | 4   | ビードロ恋細工     |
| 5   | ドリーム・オン・ドリーム   | 5   | だけど             |
| 6   | 女ともだち                 | 6   | 硝子坂             |

- 夢伝説〜ペルシャン・ブルー （1981年11月25日、LP：UL-502）

| A面 | A面                  | B面 | B面                      |
| --- | -------------------- | --- | ------------------------ |
| 1   | 夢伝説               | 1   | ドリーム・オン・ドリーム |
| 2   | 緑のかがやき         | 2   | 女ともだち               |
| 3   | 涙のジルバ           | 3   | パープル・シャドウ       |
| 4   | 愛のイマジネーション | 4   | 花しぐれ                 |
| 5   | 真夜中のギター       | 5   | ビードロ恋細工           |
| 6   | 私はピアノ           | 6   | だけど…                  |
| 7   | 潮騒のメロディー     | 7   | 硝子坂                   |

- スーパー・ヒット12／純愛さがし（1983年6月21日、LP：GU-48）※未発表曲「陽のあたる坂道」収録

| A面 | A面                | B面 | B面              |
| --- | ------------------ | --- | ---------------- |
| 1   | 純愛さがし         | 1   | 涙のジルバ       |
| 2   | 幸福イミテーション | 2   | 私はピアノ       |
| 3   | 通りすぎた風       | 3   | 潮騒のメロディー |
| 4   | ガラスの花         | 4   | 花しぐれ         |
| 5   | 愛の終りに         | 5   | ビードロ恋細工   |
| 6   | 陽のあたる坂道※    | 6   | 硝子坂           |

- そんなヒロシに騙されて〜プライベート・コレクション［シンガー・ソングライター作品集］（1983年10月21日、LP：GU-54）

| A面 | A面                    | B面 | B面                  |
| --- | ---------------------- | --- | -------------------- |
| 1   | そんなヒロシに騙されて | 1   | 私はピアノ           |
| 2   | 通りすぎた風           | 2   | 蒼いパリッシュ       |
| 3   | 青春II                 | 3   | ガラスの花           |
| 4   | 子守唄を聞かせて       | 4   | 愛のイマジネーション |
| 5   | かりそめ雲母雲         | 5   | とまどい雨           |
| 6   | ペーパーフラワー・ラブ | 6   | ドミノ               |

- 秋冬〜季節めぐり［四季別企画ベスト盤］（1984年4月21日、LP：GU-57）※未発表曲「陽のあたる坂道」収録

| A面 | A面              | B面 | B面              |
| --- | ---------------- | --- | ---------------- |
| 1   | 秋冬             | 1   | 潮騒のメロディー |
| 2   | 北へ             | 2   | 陽のあたる坂道※  |
| 3   | 冬物語           | 3   | 朝の旅人         |
| 4   | 春のスケッチ     | 4   | 落葉よ風におどれ |
| 5   | 五月の季節の中で | 5   | ゆれて故郷       |
| 6   | 精霊流し         | 6   | 秋止符           |

- マイ・メモリー（1985年5月5日、LP：PU-27〜28、CD：30CH-108〜109）2枚組、本人ナレーション収録

| DISC1 A面 | DISC1 A面          | DISC1 B面 | DISC1 B面                  | DISC2 A面 | DISC2 A面                     | DISC2 B面 | DISC2 B面              |
| --------- | ------------------ | --------- | -------------------------- | --------- | ----------------------------- | --------- | ---------------------- |
| 1         | 硝子坂             | 1         | ドリーム・オン・ドリーム   | 1         | 涙のジルバ                    | 1         | 蒼いパリッシュ         |
| 2         | だけど…            | 2         | 青春II                     | 2         | 夢伝説 ＜ペルシャン・ブルー＞ | 2         | そんなヒロシに騙されて |
| 3         | ビードロ恋細工     | 3         | 潮騒のメロディー           | 3         | 愛の終りに                    | 3         | 秋冬                   |
| 4         | （ナレーション）   | 4         | （ナレーション）           | 4         | （ナレーション）              | 4         | （ナレーション）       |
| 5         | 花しぐれ           | 5         | どうして私を愛したのですか | 5         | ガラスの花                    | 5         | 原宿メモリー           |
| 6         | パープル・シャドウ | 6         | 私はピアノ                 | 6         | 通りすぎた風                  | 6         | かげふみ               |
| 7         | 女ともだち         | 7         | 愛のイマジネーション       | 7         | 純愛さがし                    | 7         | 悲しきロンリーガール   |
| 8         | （ナレーション）   | 8         | （ナレーション）           | 8         | （ナレーション）              | 8         | （ナレーション）       |

- 全曲集（1986年10月21日、2枚組CD：50CH-193〜194、）
- ベスト・コレクション（1988年8月21日、CD：25CH-8）
- ベスト・コレクション（1994年6月22日、CD：TECN-15252）
- 高田みづえ全集（1998年2月10日、限定版、6枚組CD：TFC-1071〜1076）
- メモリアル・ベスト（1999年、CDクラブ限定盤、CD：FTCL-40089）
- スーパー・セレクション Vol.1（1999年6月1日、CD：FTC-803）
- スーパー・セレクション Vol.2（1999年6月1日、CD：FTC-804）
- スーパー・セレクション（1999年、CD：FTC-817）
- シングル・ベスト30（2003年3月26日、2枚組CD：TECE-35393〜35394）
- 定番ベスト（2004年9月1日、CD：TECE-1026）
- コンプリート・シングルズ（2005年10月26日、3枚組CD：TECH-50078〜50080）
- 定番BEST SINGLE 私はピアノ／硝子坂（2005年12月7日、CD：TECA-1033／カセット：TESA-1033）
- 定番BEST SINGLE そんなヒロシに騙されて／潮騒のメロディー（2005年12月7日、CD：TECA-1034／カセット：TESA-1034）
- 高田みづえ全集（2008年8月1日、復刻版、6枚組CD：TFC-1071〜1076）- 1998年盤と収録曲は同じ
- コンプリート･シングルズ&モア（2008年8月27日、3枚組CD：TECH-38192〜38194）
- テイチク ミリオンシリーズ（2009年9月23日、CD：TECE-1066）

### タイアップ曲
| 年     | 楽曲               | タイアップ                            |
| ------ | ------------------ | ------------------------------------- |
| 1981年 | 緑のかがやき       | NHKの音楽番組『みんなのうた』挿入歌   |
| 1983年 | 純愛さがし         | TBS系テレビドラマ『高校聖夫婦』主題歌 |
| 1983年 | 幸福イミテーション | TBS系テレビドラマ『高校聖夫婦』挿入歌 |

## 主なテレビ出演
レギュラー
- 日曜お笑い劇場→日曜8時!ドパンチ放送!!（日本テレビ）
- カックラキン大放送!!（日本テレビ）
- プロポーズ大作戦（朝日放送・テレビ朝日系）

ドラマ
- 風が燃えた（TBS）
  - 1978年3月6日放送の3時間ドラマ 伊藤博文の次女「沢子」役
- 瑠璃色ゼネレーション（1984年、日本テレビ）レギュラー・井原よしえ役
- おはなちゃん繁昌記（テレビ朝日）最終回のゲスト
- フジ三太郎（テレビ朝日）

ゲスト出演
- 夜のヒットスタジオ（フジテレビ）
- 8時だョ!全員集合（TBS）
- レッツゴーヤング（NHK総合）
- クイズ・ドレミファドン!（フジテレビ）
- TVジョッキー（日本テレビ）
- ヤンヤン歌うスタジオ（テレビ東京）
- 歌謡ドッキリ大放送（テレビ朝日）
- 紅白歌のベストテン（日本テレビ）
- ザ・ベストテン（TBS）
- スーパージョッキー（日本テレビ）
- 笑アップ歌謡大作戦（テレビ朝日）
- ヤングおー!おー!（毎日放送・TBS系）
- ぎんざNOW!（TBS）
- NHK歌謡ホール（NHK総合）
- 演歌の花道（テレビ東京）
- 君こそスターだ!（フジテレビ）
- ドリフ大爆笑（フジテレビ）
- スター誕生!（日本テレビ）
- 時間だヨ!アイドル登場（日本テレビ）
- タウン5（日本テレビ）
- スターどっきり（秘）報告（フジテレビ）
- 連想ゲーム（NHK総合）
- 歌まね振りまねスターに挑戦!!（日本テレビ）
- 歌のワイド90分!（日本テレビ）
- それは秘密です!!（日本テレビ）「感涙!!高田みづえ（秘）対面」小学一年生の担任だった女性教師との対面。（1977年11月8日放送）
- ラブラブショー（フジテレビ）でのカップルの相手は1回目、西城秀樹（1977年5月8日放送） 2回目は新沼謙治（1977年8月28日放送） 3回目は太川陽介（1978年5月21日放送）
- 笑っていいとも!（1982年10月26日、フジテレビ）テレフォンショッキングゲスト。

### NHK紅白歌合戦出場歴
| 年度/放送回               | 回 | 曲目                   | 出演順 | 対戦相手   |
| ------------------------- | -- | ---------------------- | ------ | ---------- |
| 1977年（昭和52年）/第28回 | 初 | 硝子坂                 | 05/24  | 清水健太郎 |
| 1978年（昭和53年）/第29回 | 2  | 花しぐれ               | 12/24  | 細川たかし |
| 1980年（昭和55年）/第31回 | 3  | 私はピアノ             | 04/23  | 海援隊     |
| 1981年（昭和56年）/第32回 | 4  | 涙のジルバ             | 04/22  | 郷ひろみ   |
| 1982年（昭和57年）/第33回 | 5  | ガラスの花             | 04/22  | 西城秀樹   |
| 1983年（昭和58年）/第34回 | 6  | そんなヒロシに騙されて | 12/21  | 山本譲二   |
| 1984年（昭和59年）/第35回 | 7  | 秋冬                   | 03/20  | 千昌夫     |

※出演順は「出演順/出場者数」で表す。

### ラジオ出演
- キヨシ・みづえのミュージックメイト（TBSラジオ）
- 突撃!歌謡大行進（1982年-1983年、文化放送）木曜担当(途中で月曜に移動)

## CM出演
- ナショナルパナピック
  - 「お父さんも歌手になれます」とのキャッチコピーでテレビCMされた家庭用カラオケ機器。
- ロッテモペット（チョコレート菓子）
- ロッテクランキーチョコ
- ロッテアイスリングラ
- 牛乳石鹸（スキンライフ、牛乳ブランドイエローシャンプー）

## 著書
- 『高田みづえの相撲部屋おかみさん』毎日新聞社、1993年5月。ISBN 4-62030938-9